# Basilique Notre-Dame-de-Délivrance de Quintin
Pour les articles homonymes, voir Basilique Notre-Dame.
La basilique Notre-Dame-de-Délivrance de Quintin est une église mariale située dans la commune de Quintin, dans le département des Côtes-d'Armor.

## Architecture

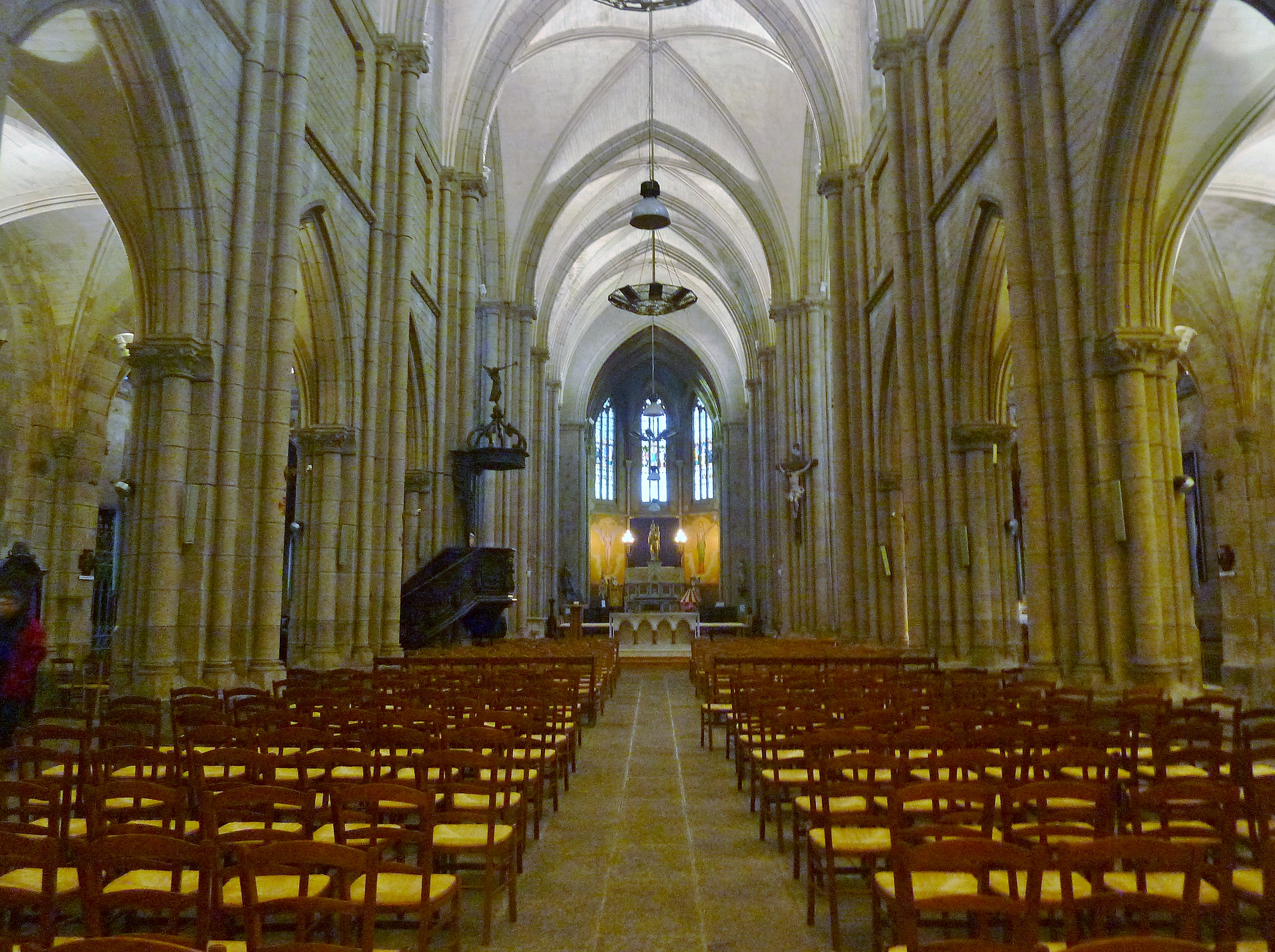
Vue intérieure d'ensemble.
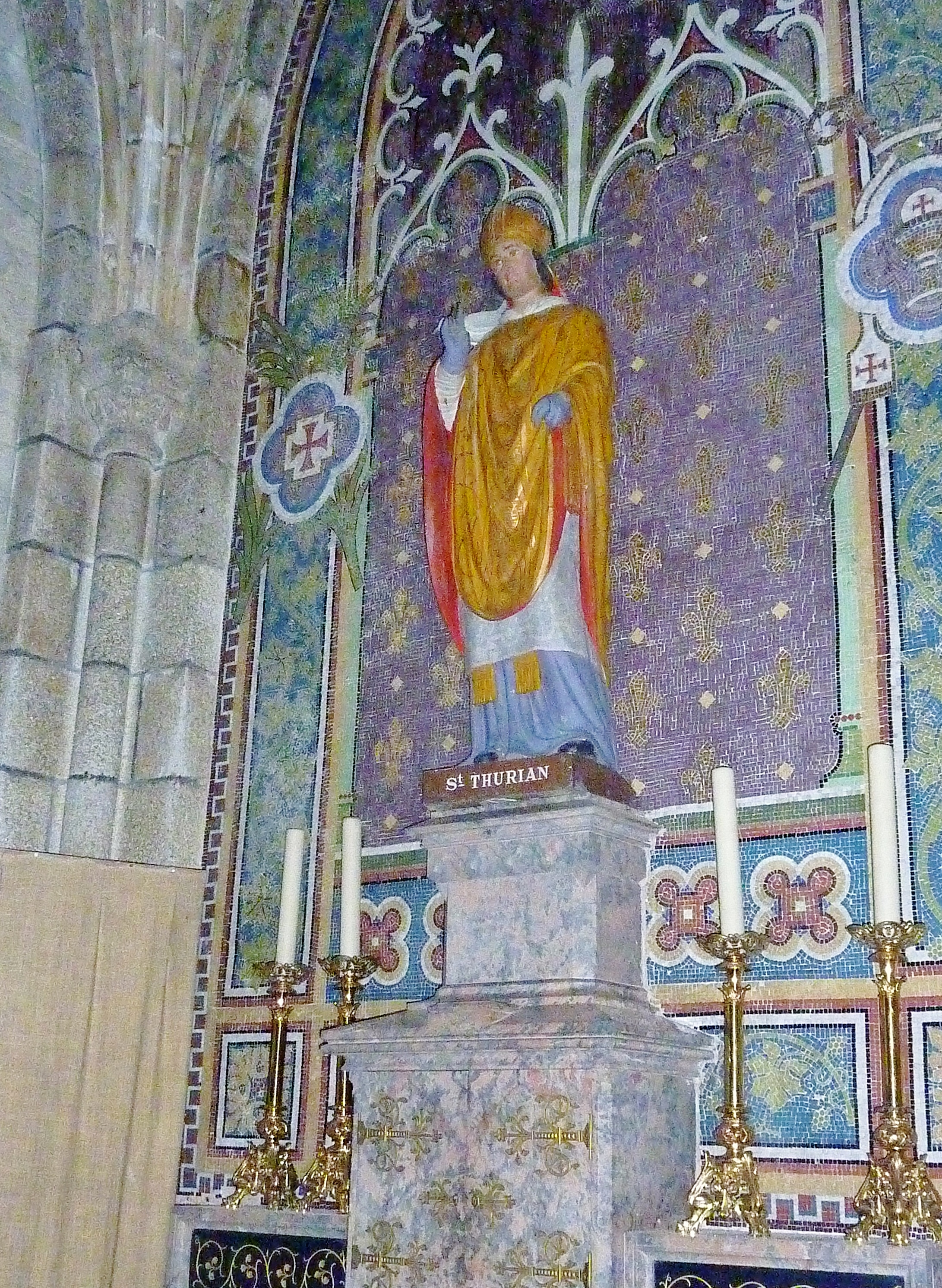
Statue de saint Thurian (saint Thuriau).

## Histoire
La statue de la Vierge Marie, visible dans le porche de l'église, a en partie disparue pendant la Révolution française ; seule sa tête échappa aux vandales. Elle fut après la Révolution montée sur une armature en bois recouverte d'un manteau blanc. Les apprenties fileuses de la région prirent l'habitude de lui offrir leur première quenouille (cette offrande ayant le triple sens de pureté, de fécondité et de prospérité), raison pour laquelle on l'appela un temps « Vierge de la quenouille ».

## Dévotion populaire

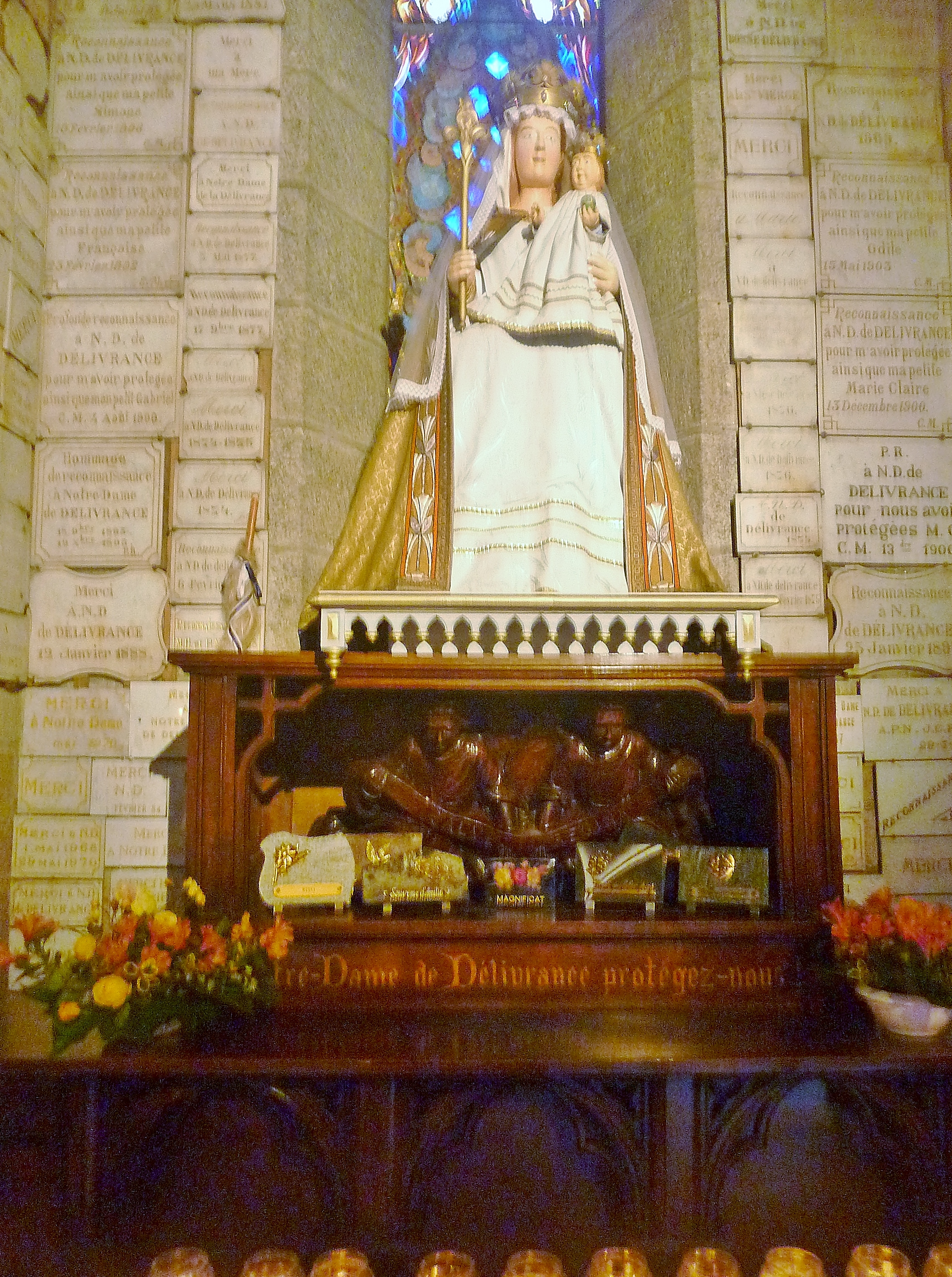
Vierge à l'Enfant, statue de Notre-Dame-de-Délivrance et ses ex-votos.

La basilique Notre-Dame-de-Délivrance possède comme relique un morceau de la Ceinture de la Sainte Vierge. Selon la tradition, cette relique fut rapportée en Bretagne vers 1252 par Geoffroy Botherel, seigneur de Quintin, à son retour de la septième croisade. Cette relique aurait miraculeusement échappé à l'incendie de 1600 qui détruisit le trésor paroissial. Elle est toujours vénérée et priée par les femmes enceintes.
Très vite, on signale que la relique est cause de nombreux miracles et Quintin devient un important lieu de pèlerinage. Autrefois, la relique était portée au domicile des gens qui la réclament. Aujourd'hui, les pèlerins peuvent obtenir un ruban bénit qui a été mis en contact avec la relique soit lors d'une visite à la basilique, soit en écrivant au sanctuaire. L'écrivain Paul Claudel, qui fréquenta Notre-Dame de Quintin, le recommandait.
Au-delà de la ville de Quintin, il existe de nombreuses chapelles consacrées à Notre-Dame-de-Délivrance :
- la chapelle Notre-Dame-de-Délivrance de Linselles dans le Nord ;
- la chapelle Notre-Dame-de-Délivrance de Quesnoy-sur-Deûle dans le Nord.

## Peintures
Le peintre Jules Dauban (1822–1908) y réalise de 1898 à 1901 des grandes toiles marouflées, sur les parois du chœur, retraçant l'épopée de la précieuse relique du fragment de la ceinture de la Vierge. Sur le mur sud, peint en 1898 : Le seigneur Botrel apporte la précieuse relique à son château de Quintin, et le clergé, les notables, et le peuple vont au-devant de la relique. Sur le mur nord, peint en 1899 : le patriarche de Jérusalem remettant à Botrel, seigneur de Quintin, la ceinture de la Vierge et la Ceinture retrouvée miraculeusement après l'incendie de la trésorerie en 1600. En 1901 les toiles marouflées sont complétées au fond du chœur par deux panneaux représentant au nord un ange portant couronne et fleurs de lys avec le Saint-Esprit au-dessus, et au sud : un ange portant le Sacré-Cœur dans une couronne d'épines.